# Daniel Igali
Daniel Baraladei Igali (né le 3 février 1974 dans l'État de Bayelsa au Nigeria) est un lutteur canadien spécialiste de la lutte libre. Il participe aux Jeux olympiques d'été de 2000 et devient champion olympique.
Arrivé au Canada en tant que capitaine de l'équipe nigériane de lutte lors des Jeux du Commonwealth de 1994, il y demande l'asile et devient Canadien en 1998.

## Palmarès

### Jeux olympiques
- Jeux olympiques de 2000 à Sydney,  Australie
  -  Médaille d'or en lutte libre dans la catégorie des moins de 69 kg.

### Championnats du monde
- Championnats du monde de lutte 1999 à Ankara,  Turquie
  -  Médaille d'or en lutte libre dans la catégorie des moins de 69 kg.

### Jeux du Commonwealth
- Jeux du Commonwealth de 2002 à Manchester,  Angleterre
  -  Médaille d'or en lutte libre dans la catégorie des moins de 74 kg.

### Jeux panaméricains
- Jeux panaméricains de 1999 à Winnipeg,  Canada
  -  Médaille de bronze en lutte libre dans la catégorie des moins de 69 kg.

### Championnats d'Afrique
- Championnats d'Afrique de lutte 1994 au Caire,  Égypte
  -  Médaille d'or en lutte libre dans la catégorie des moins de 62 kg.
- Championnats d'Afrique de lutte 1993 à Pretoria,  Afrique du Sud
  -  Médaille d'or en lutte libre dans la catégorie des moins de 62 kg.
  -  Médaille de bronze en lutte gréco-romaine dans la catégorie des moins de 62 kg.

### Jeux africains
- Jeux africains de 1991 au Caire,  Égypte
  -  Médaille d'argent en lutte gréco-romaine dans la catégorie des moins de 62 kg.